# 김영숙의 가요앨범
김영숙의 가요앨범은 KBS대구 해피FM에서 김영숙 아나운서의 진행으로 방송했던 가요 전문 라디오 프로그램이다.

## 프로그램 소개
품격과 감동이 함께하는 제2라디오의 가요 프로그램 다양한 요일 코너와 선곡으로 102.3㎒에서 만납시다.

## 역사
2002년 4월 1일 《김영숙의 가요대행진》으로 방송을 시작해, 2003년 6월 2일에 "김영숙의 가요앨범"으로 제목을 변경하여 방송했으나, 2011년 11월 6일 방송을 마지막으로 9년만에 폐지되었다.

## 역대 방송시간
| 방송 채널      | 방송 기간                         | 방송 시간                                                   | 제목                |
| -------------- | --------------------------------- | ----------------------------------------------------------- | ------------------- |
| KBS대구 해피FM | 2002년 4월 1일 ~ 2003년 6월 1일   | 월~토요일 낮 12:15 ~ 오후 2:00, 일요일 낮 12:10 ~ 오후 2:00 | 김영숙의 가요대행진 |
| KBS대구 해피FM | 2003년 6월 2일 ~ 2004년 4월 25일  | 매일 오전 11:05 ~ 낮 12:00                                  | 김영숙의 가요앨범   |
| KBS대구 해피FM | 2008년 4월 21일 ~ 2011년 11월 6일 | 매일 오전 11:05 ~ 낮 12:00                                  | 김영숙의 가요앨범   |
| KBS대구 해피FM | 2004년 4월 26일 ~ 2008년 4월 20일 | 매일 낮 1:05 ~ 오후 2:00                                    | 김영숙의 가요앨범   |